# Ал-Хирак
Ал-Хирак (на арабски: الحراك) е град в Южна Сирия, част от мухафаза Дараа, разположен в равнината Авран. Намира се на около 40 километра североизточно от Дараа.
Според преброяването от 2004 г. на Централното статистическо бюро Ал-Хирак има население от 20 760 души. Жителите му са предимно мюсюлмани.
Сред най-важните му характеристики е древната джамия, някога християнски манастир, а преди това езически храм за поклонение на Баал, бога на слънцето.

## История
През 1596 г. Ал-Хирак се появява в османските дефтери под името Ал-Харак ал-Шарки (Източен Хирак), намирайки се в нахията Бани Малик ал-Ашраф в Када Хавран. Има изцяло мюсюлманско население, състоящо се от 61 домакинства и 31 ергени. Те плащат фиксиран данък от 40% върху селскостопански продукти, включително пшеница, ечемик, летни култури, кози и пчелни кошери, общо 16 000 акчета. Точно на запад е Ал-Харак ал-Гарби (Западен Хирак), който има население от 17 домакинства и 3 ергени, също всички мюсюлмани. Те също така са с 40% данък върху селскостопанските продукти. Общият им данък 3600 акчета, като част от приходите отивали за вакъфа.
През 1838 г. е отбелязано, че се намира на юг от Ал-Шейх Маскин и има сунитско мюсюлманско население. Близкият Ал-Харак ал-Гарби, по-късно наречен Дейр ал-Султ, е отбелязан като пуст.

### Сирийска гражданска война
По време на сирийската гражданска война Ал-Хирак служи като база на опозиционните сили на Свободната сирийска армия (ССА). На 6 март 2012 г. градът е сериозно обстрелван по време на сблъсъци със сирийската армия, битка, която е описана от базираната в Обединеното кралство Сирийска обсерватория за правата на човека като "много интензивна". Съобщава се, че жилищни райони и джамията Абу Бакр ал-Садик, служеща като военна база на бунтовниците, са поразени от снаряди на сирийската армия. „Джамията ал-Херак“ е посочена в списъка на фонда за глобално наследство на щетите върху сирийското културно наследство поради военните операции.
През юли 2012 г. около 4000 жители, живеещи в южната част на Ал-Хирак, бягат в съседни градове в Сирия или Йордания. Градът е многократно обстрелван от режима през август 2012 г. До 21 август ССА се изтегля от града. На 3 май 2013 г. се съобщава, че базата на 52-а механизирана бригада на 9-та дивизия обстрелва района на Хирбат Газала и Ал-Хирак. На 9 юни 2015 г. ССА превзема втората по големина военна база в мухафаза Дараа, разположена източно от града. На 28 юни 2018 г. няколко позиции са изоставени от бунтовническите сили последователно: База на батальон 49, Алма, Ал-Хирак, База на батальон 279 и Ал-Сура.